# Artur Amon
Artur Amon (Tartu, 17 febbraio 1916 – Tartu, 3 settembre 1944) è stato un cestista estone.

## Carriera
Ha partecipato alle olimpiadi del 1936, disputando 2 partite, senza segnare alcun punto. Ha disputato inoltre 6 partite agli europei del 1939.